# محمد آل خاجة
محمد محمود آل خاجة هو أول سفير للإمارات العربية المتحدة في إسرائيل، ويشغلُ المنصب مُنذ 14 فبراير 2021.

## النشأة والتعليم
ولد محمد آل خاجة في أبو ظبي عام 1980.
آل خاجة حاصل على إجازة في العُلوم السياسية من جامعة نورث إيسترن الأمريكية، وماجستير في إدارة الأعمال من جامعة فيينا.

## الحياة المهنية والشخصية
تولى آل خاجة أدوارًا في إدارة الطاقة وتطوير الأعمال لشركة مبادلة للاستثمار ومركز الإمارات للدراسات والبحوث الاستراتيجية، ويُشارك أيضًا في الأنشطة الأكاديمية حيث عُين عضوًا في مجلس أمناء جامعة السوربون في أبو ظبي مُنذ عام 2018. وسبقَ له أن عمل مُديرًا لمكتب وزير الخارجية الإماراتي عبدالله بن زايد آل نهيان لمُدة عشر سنوات.
آل خاجة متزوج وأبٌ لأربعة أطفال.